# Howard Walter Florey
Howard Walter Florey, Nam tước Florey (24 tháng 9 năm 1898 - 21 tháng 2 năm 1968) là một nhà dược lý học và bệnh học người Úc. Ông đoạt Giải Nobel Sinh lý và Y khoa năm 1945 cùng Ernst Boris Chain và Alexander Fleming cho công trình chiết xuất penicillin. Các phát hiện của Florey được ước lượng đã cứu sống khoảng 80 triệu người trên thế giới. Florey được coi là một trong những nhà khoa học lỗi lạc nhất của Australia.

## Tiểu sử
Là con út trong một gia đình có năm người con ở Adelaide, Nam Úc, Howard Florey học tại trường St Peter's College, Adelaide. Ông học y khoa tại Đại học Adelaide từ 1917-1921. Tại đây, ông đã gặp Ethel Reed, một sinh viên y khoa, người đã trở thành vợ và cũng là đồng nghiệp nghiên cứu của ông. Sau khi nhận được học bổng Rhodes, ông tiếp tục nghiên cứu của mình tại Magdalen College, Oxford, nhận được bằng cử nhân và thạc sĩ tại đây. Năm 1926, ông nhận được một học bổng nghiên cứu sinh tại Gonville and Caius College, Cambridge, và một năm sau đó, ông nhận được bằng tiến sĩ của Đại học Cambridge.
Sau thời gian ở Hoa Kỳ và tại Cambridge, ông được bổ nhiệm làm chủ nhiệm khoa của Bệnh Học tại Đại học Sheffield năm 1931. Tới năm 1935, Florey trở lại Oxford, với tư cách là Giáo sư Bệnh học và nghiên cứu sinh của Lincoln College, ông dẫn đầu một nhóm các nhà nghiên cứu. Trong năm 1938, làm việc với Ernst Boris Chain và Norman Heatley, ông đã đọc bài viết của Alexander Fleming nói các tác dụng kháng khuẩn của nấm mốc Penicillium notatum. Từ loại nấm mốc này, ông sản xuất thuốc tiêm của những người lính trong chiến tranh thế giới thứ II, những người bị nhiễm trùng.
Năm 1941, họ chữa trị bệnh nhân đầu tiên, Albert Alexander, người đã bị trầy xước bởi một cái gai hoa hồng. Toàn bộ khuôn mặt của bệnh nhân gồm mắt, da đầu bị sưng tấy, và người này đã phải mổ bỏ một mắt để giảm đau. Một ngày sau khi được sử dụng penicillin, bệnh nhân bắt đầu hồi phục. Tuy nhiên, họ đã không có đủ penicillin để giúp bệnh nhân hồi phục hoàn toàn, bệnh nhân bị tái phát, và qua đời. Với kinh nghiệm này, họ đã chuyển tập trung sang trẻ em, những người không cần dùng lượng lớn penicillin.
Nhóm nghiên cứu của Florey nghiên cứu để sản xuất loại nấm mốc này trên quy mô lớn và chiết xuất có hiệu quả của các thành phần hoạt chất, nghiên cứu này thành công tới mức, vào năm 1945, sản xuất penicillin trở thành một quá trình công nghiệp của phe Đồng minh trong Thế chiến II.
Florey đã được trao giải Nobel về Sinh lý học và Y học năm 1945 cùng với Ernst Boris Chain và Alexander Fleming. Fleming phát hiện ra các đặc tính kháng sinh của nấm mốc để làm ra penicillin một cách tình cờ vào năm 1928. Sau đấy ông cùng Chain và Florey đã phân lập thành công và sản xuất quy mô lớn penicillin vào năm 1939.
Ông thể hiện những lo ngại về sự bùng nổ dân số bắt nguồn từ việc cải thiện chăm sóc sức khỏe, và là người ủng hộ tránh thai.
Sau cái chết của vợ Ethel, ông kết hôn với đồng nghiệp và trợ lý nghiên cứu, Bác sĩ Margaret Jennings, vào năm 1967. Florey qua đời vì một cơn đau tim vào năm 1968 và được vinh danh bằng một lễ tưởng niệm tại Tu viện Westminster ở Luân Đôn.

## Liên kết
- Florey, Howard (Lord) (1898-1968) National Library of Australia, Trove, People and Organisation record for Howard Walter Florey
- Papers at the Royal Society[liên kết hỏng].
- Howard Walter Florey Lưu trữ ngày 4 tháng 8 năm 2009 tại Wayback Machine